# Microcontinente delle Seychelles
Il microcontinente delle Seychelles è un microcontinente che giace al di sotto delle isole Seychelles, nell'Oceano Indiano occidentale, costituito da rocce, nella fattispecie graniti, risalenti a circa 750 milioni di anni fa, quindi al tardo Precambriano.
Gli affioramenti granitici che costituiscono le isole Seychelles, nell'Oceano Indiano centrale, sono state tra i primi esempi citati da Alfred Wegener come prova a sostegno della teoria della deriva dei continenti. La responsabilità della separazione di questo spesso frammento continentale da un continente più vasto, in questo caso il subcontinente indiano, è da ricercarsi nell'interazione dorsali-punto caldo.
Il fenomeno di rifting termo-indotto nel bacino della Somalia e la fagliazione trasforme lungo la zona di frattura di Davie iniziarono nel Triassico superiore, circa 225 milioni di anni fa, per poi proseguire ed intensificarsi quando il supercontinente della Gondwana iniziò il suo processo di frattura, nel Giurassico medio, circa 167 milioni di anni fa, a causa della separazione della Gondwana orientale, comprendente la placca antartica, il Madagascar, la placca indiana e la placca australiana dalla placca africana. La stessa Gondwana orientale, circa 120-115 milioni di anni fa, iniziò a fratturarsi quando l'India cominciò la sua migrazione verso nord.
Quelle che saranno le future Seychelles subirono poi gli effetti di altri due processi di rifting che le porteranno a separarsi prima dal Madagascar e poi dall'India. Fra gli 84 e i 95 milioni di anni fa, infatti, un rifting trasforme iniziò a separare il Madagascar dal blocco Seychelles-India, spostando quest'ultimo verso nord. 84 milioni di anni fa poi, nel bacino delle Mascarene, iniziò, ad opera del punto caldo di Riunione, a formarsi della crosta oceanica, causando una rotazione del complesso Seychelles-India. Questo processo continuò fino a 66 milioni di anni fa quando un nuovo processo di rifting si innescò tra Seychelles e India, causandone la separazione e portando alla formazione della dorsale di Carlsberg, estremità nordoccidentale della dorsale medio-indiana. L'innesco di questo processo di frattura coincide con la massima attività vulcanica del punto caldo di Riunione che portò anche alla formazione dei trappi del Deccan e analisi di campioni di rocce vulcaniche prelevati dal pianoro oceanico della Seychelles hanno confermato la correlazione tra i due eventi.